# 香港已結業戲院列表
以下是香港已結業戲院（包括粵劇及電影院）的列表。

## 香港島

### 中西區
上環
- 昇平戲院（上環）1860年代落成，專演舞台粵劇[1]
- 同慶戲院（上環普仁街）1876年建成，後易名重慶戲院
- 普慶戲院（港島）（上環普慶坊和卜公花園附近）1890年建成
- 新域多利戲院（上環九如坊）
- 九如坊戲院（Kau Yue Fong Theatre）（上環九如坊）現為九如坊診所
- 高陞戲院（上環皇后大道西）已拆卸，現為僑發大廈（1974年10月入伙）
- 新世界戲院（World Theatre）（上環德輔道中／林士街）1921年7月14日開幕，後易名恒星戲院
- 星戲院 1971年1月8日開幕，1982年拆卸，5年後重建為現時的無限極廣場

中環
- Theatre Royal（大會堂）已拆卸，舊大會堂舊址先後重建為第三代匯豐銀行大廈及中國銀行大廈
- 喜來園（中環荷李活道）1910年開業，香港第一間電影院
- Salon-Cinema Theatre（雲咸街）
- 比照戲院（Bijou Scenic Theatre）（中環雲咸街）後易名Coronet Theatre
- 新比照戲院（Coronet Theatre）（中環雲咸街）1918年12月24日開幕。
- 域多利戲院（Victoria Theater）（中環德輔道中／砵典乍街）1911年5月26日開幕，已拆卸，現址為永安集團大廈
- 奄派影畫戲院／另譯奄吧（Empire Cinematograph Theatre）（中環德輔道中）後改裝為和平戲院
- 和平戲院（Wo Ping Theatre）（中環德輔道中）1919年8月3日開幕，專演舞台粵劇
- 和平戲院（Wo Ping Theatre）（中環德輔道中）1921年7月15日開幕，後改影西片，拆缷後，曾重建中環消防局，後再重建為現時的恒生銀行總行大廈
- 娛樂戲院（King's Theatre）（中環雲咸街／皇后大道中）第一代在1931年3月31日開幕，六十年代初拆卸重建。第二代1964年12月21日開幕，1990年結業拆卸，現址為娛樂行
- 中央戲院（Central Theatre）（皇后大道中）1930年6月14日開幕，現為中央大廈（1975年1月入伙）
- 香港影畫戲院（Hong Kong Theatre）（皇后大道中）1910年代開幕，原址改建為[舊]皇后戲院
- 皇后戲院（Queen's Theatre）（皇后大道中）1924年5月1日開幕，1958年7月1日重建，1961年7月21日重新開幕，2007年10月1日結業，現已拆卸

金鐘
- UA金鐘（前稱UA-Queensway）（金鐘太古廣場）1989年3月22日開業，2006年1月27日結業，部份位置改為商舖，其餘位置改建為AMC Pacific Place

西環
- 新新戲院（西環 石塘咀）已拆卸
- 西園影畫場／西園戲院（西環 水街7號）1924年建成，1950年代初結業，拆卸後改建為唐樓
- 金陵戲院（西環 石塘咀 和合街）1951年1月23日開幕，現為住宅大廈金陵閣（1979年1月入伙）
- 福星戲院（西環 堅尼地城 吉席街89-91號）1972年2月13日開幕，1990年代末結業，現址為高逸華軒（2000年2月入伙）一部份

西營盤
- 金陵戲院（西營盤皇后大道西419G號）東蔚苑（1993年11月入伙）商舖
- 真光戲院（Ray Theatre）（西營盤薄扶林道／第三街）1951年2月6日開幕，現為真光大廈（1977年3月入伙）
- 太平戲院（Tai Ping Theatre）（皇后大道西／屈地街）1904年開業，1981年停業，1985年拆卸重建為華明中心（1985年9月入伙）

### 南區
- 香島戲院（Island Theatre）（香港仔大道／東勝道）1980年代中期結業，拆卸改建為香島大廈（1985年7月入伙）
- 香港仔戲院 ／ UA香港仔（香港仔中心）現址為百佳超級市場濕貨部分
- 利港戲院（香港仔成都道利港中心）現址為花園酒家/稻香/牛一（變為sushiro 壽司郎/Efx24 fitness健身中心）
- 帝戲院（田灣石排灣道）現址為宣道會華基堂
- 華富閣戲院（Fortuna Theatre）（華富邨）後改為香江大舞台，亦已結業。
- MCL海怡戲院（海怡東商場）2016年3月開業，2024年8月1日結業。
- 明園大戲院（Ming Yuen Cinema）／明珠大戲院（Ming Chu Cinema）（鴨脷洲鴨脷洲大街與平瀾街交界）1953年4月25日以『明園大戲院』營業放映粵語喜劇《三喜臨門》，陳庭章獨資經營。幾個月後，被改名為『明珠大戲院』。
- 雙喜戲院（西安街）1954年開幕，後改為雙喜酒樓，現址為添喜大厦（1973年8月入伙）。
- 數碼港百老匯︰2004年4月29日開業，2020年2月16日結業，改由MCL院線接手。

### 灣仔區
灣仔
- China Fleet Club Theatre（告士打道／軍器厰街）1933年12月27日開幕，已重建為商廈
- 中華戲院（蘭杜街）1948年8月28日開幕，結業後重新裝修為麗都戲院
- 麗都戲院（Rialto Theatre）（蘭杜街）1952年11月中旬開幕，現重建為麗都大廈（1979年11月入伙）
- 東城戲院（East Town Theatre）（駱克道／分域街）1964年2月9日開幕，現址為東城大廈（1976年底入伙）
- Eastern Theatre (皇后大道東183號) 1910年代開業，約1922年結業，1923年改建為香港大戲院
- 香港大戲院 (Grand Theatre)（皇后大道東183號）1923年6月4日開業，1956年結業，後和毗連四幢樓宇重建為香港大舞台
- 香港大舞台（Hong Kong Grand Theatre）（皇后大道東）1958年5月22日開業，1976年9月19日結業，已拆卸，現址為合和中心（1980年建成）
- 東方戲院（Oriental Theatre）（菲林明道／譚臣道）1932年7月31日開幕，拆卸後和英京酒家重建為大有大廈（1985年落成）
- 國泰戲院（Cathay Theatre）（灣仔道125號／普樂里）1939年2月14日開幕，後重建為國泰ABC ，現已拆卸重建為國泰新宇（2001年6月入伙）
- 國泰ABC（Cathay ABC）（灣仔道125號／普樂里） 結業後拆卸重建為國泰新宇（2001年6月入伙）
- 京都戲院（Imperial Cinema）（巴路士街）1969年2月15日開幕，戲院改建為灣仔浸信會，原來大堂改為The Vine Church
- 金城戲院（告士打道77-79號／六國飯店東側）1951年12月22日開幕，先重建為麗的呼聲大廈（1959年落成，1959年5月27日揭幕），再重建為華比富通大廈（1982年入伙）
- 樂園戲院（Garden Theatre）（戰前灣仔海傍填海區空地，軒尼詩道與盧押道交界，52m x 34m 空地）1932年7月6日開幕放映《駙馬艷史（Smiling Lieutenant）》，每日僅放映兩場（晚上7時30分、晚上9時20分），下午演出粵劇，銀幕 5.5m x 8.5m，容納約兩千觀眾。
- 環球戲院（駱克道339-347號）1950年12月24日開幕，已重建為金碧大廈（1973年7月入伙）
- 國民戲院（National Theatre）（駱克道365-371號（369號）／馬師道）1940年10月27日開幕，後重建為國家大廈（Federal Building，1975年5月入伙），現改稱為置家中心
- 南洋戲院（Nanyang Theatre）（摩理臣山道23號）1966年4月1日開幕，拆卸後重建為南洋酒店（1993年開幕）及南洋戲院1.2，南洋1.2亦已結業，改為酒樓
- 新華戲院（Columbia Classics Cinema）（港灣道）現改為餐廳
- 杜老誌戲院（謝斐道）後改建為金像獎戲院，現為餐廳
- 金像獎戲院（謝斐道）
- 新京都戲院（灣仔道）現為茶餐廳
- 影藝戲院（Cine-Art House，港灣道30號新鴻基中心地下）1988年7月8日開幕，2006年11月30日結業，現已改建為餐廳，及後於2009年4月1日遷往九龍灣淘大商場重開（2018年3月28日再次結業）。

銅鑼灣
- 利舞臺戲院（Lee Theatre）（波斯富街）1927年2月10日開幕，1991年8月18日結業，拆卸後重建為利舞臺廣場
- 紐約戲院（New York Theatre）（波斯富街／軒尼詩道）1955年1月23日開幕，因要興建港鐵銅鑼灣站西面大堂而停業拆卸，後重建為銅鑼灣廣場第一期，其後遷往銅鑼灣廣場二期繼續營業，亦於2006年結業，現為酒樓
- 京華戲院（Capitol Theatre）（渣甸街）1952年1月17日開幕，已拆卸，現為京華中心
- 豪華戲院（Hoover Theatre）（邊寧頓街／怡和街）1954年5月7日開幕，已拆卸現重建為百利保廣場，旁為富豪香港酒店
- 樂聲戲院（Roxy Theatre）（怡和街／糖街）1949年3月29日開幕，已拆卸，現址為樂聲大廈（1977年12月入伙）
- 碧麗宮戲院（Palace Theatre）（謝斐道）1979年11月14日開幕，已重建為世貿中心
- 總统戲院（President Theatre）（謝斐道／景隆街） 1966年10月26日開幕，後來改建為兩間小型影院（共428個座位）及商鋪，2024年4月30日結業[2]
- 翡翠戲院（Jade Theatre）（百德新街）1969年12月24日開幕，原堂座位改建為餐廳，原超等位改建為MCL JP銅鑼灣，2018年易手為 Cinema City JP戲院。
- 明珠戲院（Pearl Theatre）（百德新街）1971年12月15日開幕，原堂座位改建為餐廳，原超等位改建為MCL JP銅鑼灣，2018年易手為Cinema City JP戲院。
- 新都戲院（Isis Theatre）（摩頓台）1966年12月24日開幕，現為中國基督教播道會同福堂
- 東京戲院（Tokyo Theatre）（怡和街）曾由印尼雜貨店租用，並加建閣仔
- 皇室戲院（Windsor Cinema）（告士打道皇室堡）1992年開幕，百老匯院線經營至2006年結業，由UA接手，2008年2月28日起因皇室堡改建而休業至2010年4月29日重開，由2015年9月26日起改由MCL院線營運。
- UA時代廣場（UA Times Square）（勿地臣街時代廣場）1993年12月開幕，2012年1月31日結業，由時代廣場地下/1樓搬遷至12-13樓，2013年11月21日改名為CINE TIMES重開，原址改為大型品牌時裝商鋪
- 百樂戲院（Park Theatre）（銅鑼灣銅鑼灣道）1970年1月8日開幕，現為百樂商業中心，改由教會租用
- UA CINE TIMES（勿地臣街時代廣場）2013年11月21日開幕，隨著UA院線全線於2021年3月8日結束運營而結業，現址會英皇院線接手，裝修後於2021年12月營業。
- Cinema City Victoria （銅鑼灣糖街樂聲大廈），2018年1月25日開幕，於2022年2月15日結束運營而結業，
- Cinema City JP（銅鑼灣百德新街22-36號翡翠明珠廣場3樓），2017年8月10日開幕，於2023年4月30日結束運營而結業，現址由影藝戲院接手，裝修後為Cineart JP，於2023年6月營業。

### 東區
北角
- 國都戲院（Olympia Theatre）（北角大強街／英皇道） 1965年7月30日開幕，現為國都廣場
- 璇宮戲院（Empire Theatre）（北角英皇道／電厰街）1952年12月11日開幕，結業後重新裝修為皇都戲院
- 皇都戲院（State Theatre）（北角英皇道／電厰街）1959年2月8日開幕，現址改作商場
- 都城戲院（Metropole Theatre）（北角 英皇道424-440號／孔雀道 [此段孔雀道已併入今新都城大廈，在B、C座之間] )，1954年開業，1963年結業。戲院大堂在今新都城大廈B座靠西位置，是原本的（舊）都城大廈一部份，戲院主體建築在後方，約為A座的位置，拆卸後重建為新都城大廈第1期（A-B座，1967年入伙）。及後再與西鄰，相隔孔雀道的大廈及唐樓合併，加建為新都城大廈第2期（C-D座，1972年10月入伙）
- 國賓戲院（Odeon Theatre）（北角馬寶道／書局街）1963年3月21日開幕，已拆卸，現址為住宅國賓大廈（1985年6月入伙）
- 金鴻基戲院（北角 英皇道483-497號／琴行街）1986年8月23日開幕，現址改由教會租用
- 月園天仙大戲院（北角英皇道293-299號月園遊樂場）
- 月園天星電影院（北角英皇道293-299號月園遊樂場）
- 名園聯華露天電影場（北角英皇道406-438號名園遊樂場）
- 新光戲院 (北角英皇道423號僑輝大廈），於1972年開幕，2025年3月3日結業，同年6月於結業的嘉禾黃埔重建，名為新光黃埔。[3]
- ACX Cinemas北角匯，於2020年11月28日開始營業，惟於2024年10月31日起暫停營業。

鰂魚涌
- 嘉年、嘉華（Gala I、Gala II）（太古城中心）1994年拆卸重建，成為太古城中心第一期（英皇道1111號前身）商廈
- 康城戲院（鰂魚涌康怡廣場南座四樓）1994年結業，改為康怡百老匯
- 康怡百老匯（鰂魚涌康怡廣場）改為MCL康怡戲院，最終亦於2025年結束營業
- UA太古城中心（太古城中心）2017年結業，改為MOViE MOViE
- 太古戲院（太古船塢員工娛樂部內，已拆卸，現為太古城）
- 康怡戲院（前稱：MCL 康怡戲院，位於鰂魚涌康怡廣場)，1987年開幕，惟於2025年5月28日租約期滿結束營業

西灣河
- 太安戲院（西灣河太安樓）1968年12月20日開幕，後改為金明戲院
- 金明戲院（西灣河太安樓）現址改為麥當勞餐廳
- 金星戲院（西灣河 筲箕灣道234號／海富街）1954年12月21日開幕，現為福昇大廈（1976年2月入伙）

筲箕灣
- 長樂戲院（筲箕灣聖十字徑）已拆卸，現為長興大廈
- 筲箕灣戲院（筲箕灣道/新成街）已拆卸，現為新成大廈
- 筲箕灣戲院[戰後]（筲箕灣望隆街銀河廣場2樓）後改為新金明戲院
- 新金明戲院（筲箕灣望隆街銀河廣場2樓），後改為韓資樂天集團戲院 L Cinema。
- 永華戲院 （筲箕灣南安里／南安街）1963年1月20日開幕，現為永華大廈（1979年10月入伙）
- 天悅戲院（筲箕灣南康街天悅筲箕灣廣場3樓）現為安老院
- L Cinema (筲箕灣望隆街銀河廣場2樓），2020年8月28日結業。由2021年中起改由嘉禾院線營運，改為嘉禾銀河廣場。
- 嘉禾銀河廣場（筲箕灣銀河廣場2樓)，前身為韓國樂天集團L Cinema戲院，2021年5月14日開幕，售票處、影院和小食部位於商場二樓，接手後院內裝修風格並與前身L Cinema分別不大。全線結束營運前於2025年6月29日結束營運。

柴灣
- 柴灣戲院（Chai Wan Theatre）（柴灣環翠道）1970年2月4日開幕，1978年拆卸重建為柴灣戲院大廈（1978年6月入伙），並附新的柴灣戲院，該戲院現為菲律賓人為服務對象的教會租用
- 榮華戲院（柴灣柴灣道）1982年7月15日開幕，底層曾改成傢俬店、遊戲機中心等，現址在2017年重新設立Cinema City戲院。
- 杏花、蘭花（杏花邨商場西翼2樓）1994年12月結業，現為百佳超級廣場

## 九龍

### 油尖旺區
尖沙咀
- 華商步泰西特別通天影畫場（梳士巴利道）（尖沙嘴火車頭對面即尖沙嘴書信館左隣，1916-08-25 香港華字日報 第3頁 廣告上地點，約今九龍公園徑路口）1916年開幕，屬露天戲園，時稱無頂戲園
- Kowloon Theatre （K.I.L.535地段，相當於 彌敦道132號 / 金巴利道1號） 1921年6月13日開幕，1923年3月1日結業，1924年改設為Duro Motor Company的店舖及車庫
- 景星戲院（Star Theatre）（北京道12號／漢口道17號） 1922年6月1日開幕，拆卸改建為新聲戲院
- 新聲戲院（Sands Theatre）（北京道12號／漢口道17號） 1963年7月19日開幕，已拆卸，現址為新聲大廈（1982年入伙）
- 樂宮戲院（Princess Theatre）（彌敦道130號／金巴利道） 1952年12月10日開幕，現為美麗華酒店
- 美麗華戲院（Miramar Cinema）（金巴利道/加拿分道美麗華商場） 1993年5月開幕，2003年2月12日結業，現改為食肆酒吧
- 海城戲院1·2 (Harbour City Cinema)（海港城中庭）有兩個影院，1994年8月結業
- 新港戲院（廣東道30號新港中心）先後由百老匯及MCL營運，2006年10月8日結業，改為商鋪及商場海防道入口
- 維港巨幕（柯士甸道西108號）2007年1月4日開幕，同年9月8日結業，香港至今唯一一所汽車戲院，後曾改建為西九龍中天地
- 華懋廣場戲院（尖東 麼地道77號／科學館道16號 華懋廣場）原屬華懋院線，1987年開幕，1988年至2001年間曾24小時營業，2013年5月24日隨華懋集團娛樂部重組而即日結業
- 嘉禾港威電影城（Golden Gateway）（尖沙咀廣東道港威大廈）有四間影院，1994年開幕，2016年2月14日結業
- UA iSQUARE （尖沙咀iSQUARE） 2009年12月17日開業，2019年8月25日結業，後改建為英皇戲院（尖沙咀iSQUARE），於2019年12月18日營業
- K11 Art House （尖沙咀K11 MUSEA）2019年8月27日開業，2021年2月28日結業，現址由MCL接手，於2021年3月7日營業
- 百老匯The ONE（尖沙咀The ONE）2010年9月16日開業，2023年2月26日結業，現址為MCL The ONE戲院
- 嘉禾 海運戲院（尖沙咀海運大廈) 1969年開業，2025年6月2日結束營業

佐敦

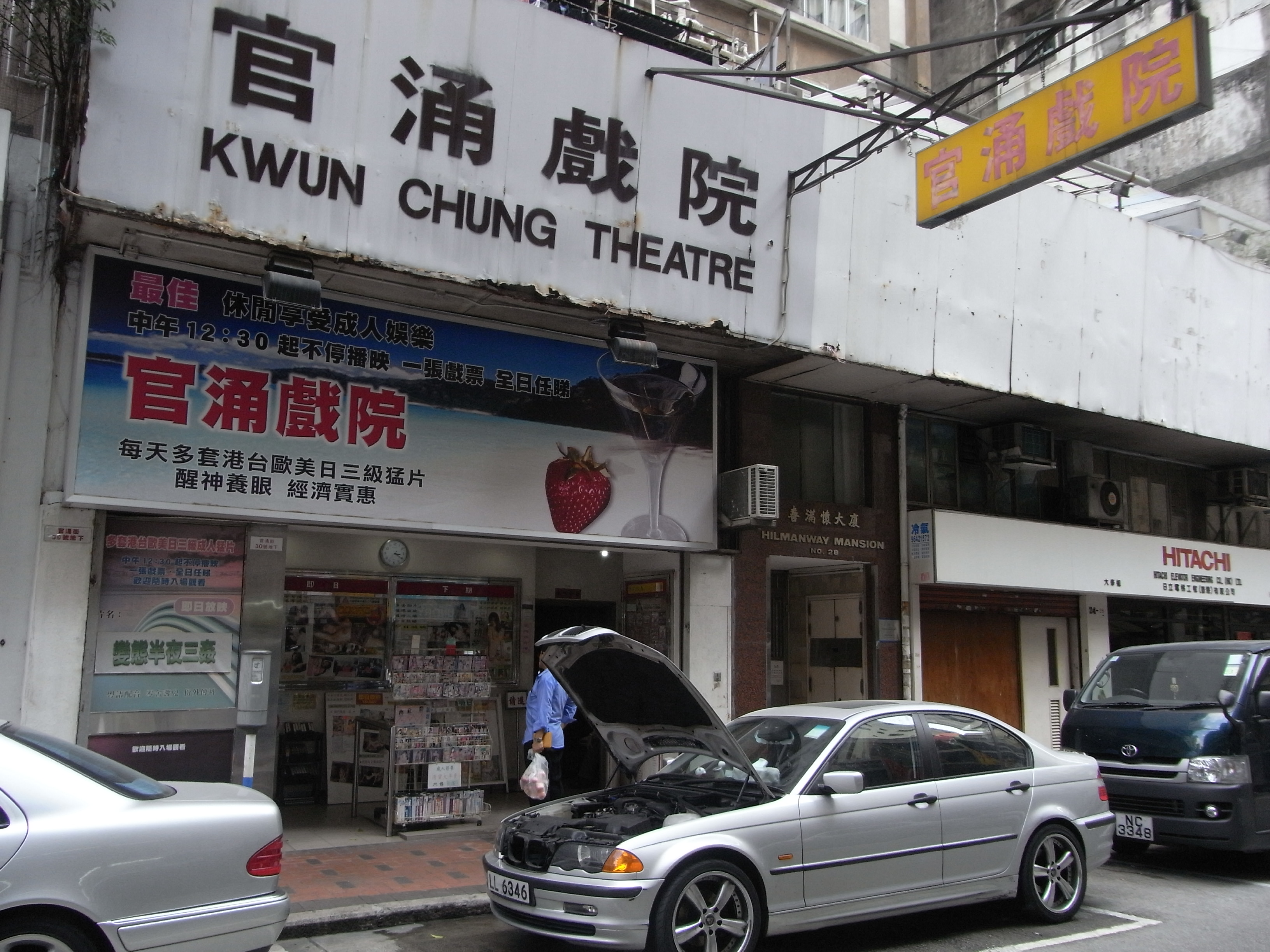
官涌街官涌戲院

- 官涌戲院 (The Koon Chung Theatre)（佐敦道／廣東道 [此段廣東道因1970年代改道已併入公園內]）1931年開業，1939年8月10日結業，已拆卸，現為九龍英皇佐治五世紀念公園一部份
- 官涌戲院（官涌街30號，即24-30號喜滿懷大廈最尾一個商舖，北鄰民樂戲院舊址）1993年6月開業，2011年3月14日結業，現改建成為兩間商鋪，一間現為雜貨鋪，一間空置放盤求租賣；後為單一商舖，曾經營汽車護理，再為酒吧
- 民樂戲院（Universal Theatre）（官涌街32-42號，寶靈街／官涌街交界） 1967年1月1日開幕，1992年結業，拆卸重建為商住的德興大廈，2011年再拆卸重建為 The Austine Place（2014年10月入伙）
- 新民樂戲院（New Universal Cinema）（官涌街24-30號喜滿懷大廈商舖） 1993年6月開業，1995年2月結業，現為商鋪
- 倫敦戲院（London Theatre）（柯士甸道／彌敦道） 1962年2月5日開幕，現址為莊士倫敦廣場
- 倫敦戲院（London Classics Cinema）莊士倫敦廣場内的迷你戲院，結業後改為餐廳。
- 嘉禾戲院（Golden Harvest Theatre）（佐敦道23號／白加士街）1977年1月22日開幕，1990年改稱新寶戲院（第一代），現址為新寶廣場
- 新寶戲院（第一代）（Newport Theatre）（佐敦道23號／白加士街）原為嘉禾戲院，1988年新寶院線成立，1990年院商取回戲院物業，改稱新寶戲院，後拆卸重建為新寶廣場（2004年落成），2005年新寶戲院之名轉移往旺角豉油街60-64號的金聲戲院
- 華盛頓戲院（Washington Theatre）（寧波街／白加士街92-98號）1971年5月21日開幕，現址為金威廣場（1999年3月入伙）
- 快樂戲院（Liberty Theatre）（佐敦道26E號／廟街） 1949年1月28日開幕，現址為寶輝閣（2001年6月入伙）
- 大華戲院（Majestic Theatre）（彌敦道360號／西貢街） 1928年12月8日開幕，1988年結業及拆卸重建為大華酒店，2008年改名為諾富特酒店。酒店2021年疫情期間結業並計劃改建為私人住宅屋宛高臨
- 新大華戲院（M2 Theatre）1978年開幕，1988年結業及拆卸後與大華戲院地盤一併發展，現址2008年為諾富特酒店，2021年後改建為私人住宅屋宛高臨
- 大華戲院1·2（Majestic Cinema）現為酒樓
- 普慶戲園(普慶戲院)(第一代) (彌敦道380號／甘肅街／北海街) 1902年3月14日開業，當晚由丁財貴班先演《六國大封相》，1927年停業，1928年拆卸，重建為第二代普慶戲院
- 普慶戲院(第二代)（Po Hing Theatre） (彌敦道380號／甘肅街／北海街) 1928-1929年間開業，1955年拆卸重建為第三代普慶戲院
- 普慶戲院(第三代)（Astor Theatre） (彌敦道380號／甘肅街／北海街) 1957年12月24日開幕，1987年9月30日結業，改建分拆為逸東酒店及普慶廣場
- 普慶戲院(第四代)（Astor Classics Cinema）普慶廣場內的迷你戲院，有兩個影廳，1990年開業，約2000年2月結業，現址為婚禮場地
- 上海戲院（上海街與柯士甸道交界）（上海街7號，即柯士甸道19-23號／上海街1-7號永發大廈，上海街方向最尾一個商舖）現為商舖
- The Grand Cinema（柯士甸道西圓方），2019年2月28日結業，現為Premiere Elements

油麻地

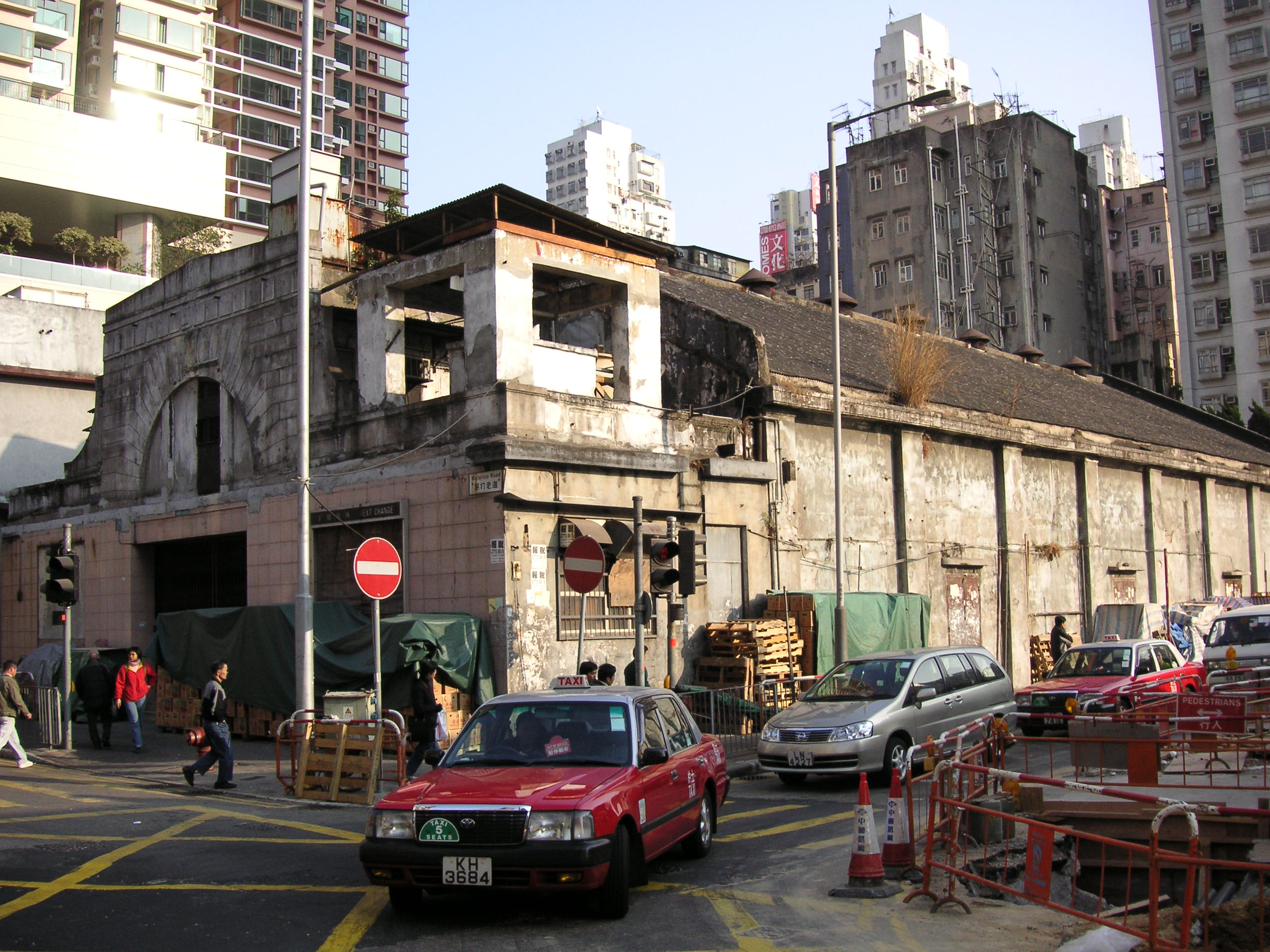
油麻地戲院

- 平安戲院（Alhambra Theatre）（油麻地彌敦道383-389C號／甘肅街15-17號）1934年2月1日開幕，1958年5月1日停業，現為平安大樓（1960年2月入伙）
- 廣智戲院（甘肅街7號／廟街）1919年開業，位於甘肅街七號，全院有360個座位（地下320個及樓上40個），戰後由廣南行收購，並由電影界人士羅明佑承租經營，1968年7月結業，已拆卸，並聯同其北邊舊樓，重建為油麻地停車場大廈等政府設施
- 光明戲院（眾坊街）1930年代開業，與第一新戲院毗鄰，後期為同一東主所擁有，以播放粵語片為主，1964年5月19日宣佈結業，5月18日最後播放的影片為粵語片「半壁江山一美人」，已拆卸，現為油麻地賽馬會診所
- 第一戲院 後擴建，易名第一新戲院
- 第一新戲院（眾坊街）與光明戲院為鄰，除間中播放西片外，以播放粵語片為主，1964年5月19日宣佈結業，5月18日最後播放的影片為「玫瑰夫人」，已拆卸，現為油麻地賽馬會診所
- 油麻地戲院（Yaumati Theatre）（窩打老道6號／新填地街）1927年計劃興建，1930年落成，6月14日啟用，6月21日星期六開幕，1934月1月23日首次公映有聲電影《世界大戰》，1998年7月31日結業。空置多年後，2009年7月展開復修工程，戲院內部改建成傳統曲藝表演中心，2011年9月竣工，2012年7月17日正式開幕；又於2022年9月起關閉，進行第二期建築工程
- 金華戲院（廣東道／碧街）1954年12月21日開幕，1970年9月21日結業，現為金華大厦（1972年11月入伙）

旺角
- 彌敦戲院（豉油街／彌敦道603-609A號），現為新興大厦（1966年2月入伙）
- 砵崙戲院（砵蘭街）後改裝為勝利戲院
- 勝利戲院（彌敦道625號／山東街） 日治時期曾改稱新東亞劇場，拆卸後，改建為麗斯戲院
- 麗斯戲院（Ritz Cinema）（彌敦道625號／山東街）1953年3月20日開幕，拆卸後重建為麗斯大廈，現稱為雅蘭中心2期
- 百樂門戲院（山東街47-51號／西洋菜南街）1954年4月16日開幕，現為中僑商業中心／星際城市
- 文華戲院（Rex Theatre）（砵蘭街）1969年2月15日開幕，現為MPM商場
- 荷李活戲院（Hollywood Theatre）（豉油街／西洋菜南街）1964年6月17日開幕，1980年11月6日結業，與西鄰的榕慶大廈（彌敦道610號／豉油街，地下商舖曾經營大人公司）合併重建為荷李活商業中心（1984年落成）
- 南華戲院（砵蘭街180號／豉油街交界）1966年1月9日開幕，現址為東京銀座商場
- 金聲戲院（Empire Theatre）（豉油街60-64號／花園街）1984年11月22日開業，首映《The Last Starfighter / 星球戰士》，1984年12月12日正式開幕，上映新藝城出品的《聖誕快樂》，2004年4月16日結業，改裝為新寶戲院（第二代，第一代在佐敦道23號，原來的嘉禾戲院），2005年3月24日試業，2005年12月24日正式開幕
- 域多利戲院（Victoria Theatre）（奶路臣街8-8A號／花園街49-69號）1950年12月9日開幕，重建為宏景大廈（1978年8月入伙），商場現為旺角電腦中心。
- 百老滙大戲院（Broadway Theatre）（亞皆老街／彌敦道673號）1949年7月24日開幕，1966年2月15日結業，拆卸重建為旺角滙豐大廈／滙豐銀行旺角分行
- 新華戲院（Sun Wah Theatre）（亞皆老街65號／西洋菜南街）第一代新華戲院，1940年間開幕，1957年6月25日停業，拆卸改建為第二代新華戲院（Gala Theatre）
- 新華戲院（Gala Theatre）（亞皆老街65號／西洋菜南街）第二代新華戲院，1959年3月26日開幕，已拆卸，現改建為旺角中心一部份／新之城商場
- UA朗豪坊（亞皆老街8號／砵蘭街 朗豪坊，南鄰砵蘭街215號）2004年11月5日開幕，2014年7月1日約滿結業，同月23日改為天馬娛樂旗下戲院Cinema City朗豪坊(已結業)。
- Cinema City朗豪坊 (Cinema City Langham Place) (亞皆老街8號／砵蘭街 朗豪坊，南鄰砵蘭街215號) 2014年7月23日開業，10年租約期滿，2024年7月22日結束營運，翌日由百老匯旗下Gala Cinema接手。
- 新寶戲院（第二代）（豉油街60-64號／花園街）原為2004年結業的金聲戲院，改裝後，2005年12月24日開幕，營業至2025年3月31日，於2025年4月1日結業。

太子
- 麗聲戲院（Royal Theatre）（彌敦道750號／弼街）1960年1月26日開幕，1990年5月20日結業，與北鄰的凱聲戲院等物業合併拆卸重建為始創中心，1995年落成，現址為始創中心南端部份
- 凱聲戲院（Empress Theatre）（水渠道[連接彌敦道]／西洋菜南街）1970年3月21日開幕，原址為有圓拱形頂的第一代始創行(九龍巴士公司總部)一部份，拆卸後重建為商業物業和凱聲戲院，首映西片《神鎗手與智多星》(Butch Cassidy and the Sundance Kid)，1990年4月結業，與南鄰的麗聲戲院等物業合併，又拆卸重建為始創中心，1995年落成，現址為始創中心北端部份
- 凱聲戲院1·2（Empress Theatre）（水渠道[連接彌敦道]）以迷你戲院身份重置於始創中心商場內，戲院大門設在水渠道，1998年結業
- 大世界戲院（荔枝角道33號／鴉蘭街） 1952年11月21日開幕，已拆卸，曾重建為鍾意商業中心，拆卸後闢作臨時停車場，現址再重建為百匯軒(2008年10月入伙)
- 東樂戲院（Prince's Theatre）（彌敦道760號／水渠道）現為東海大廈（1973年7月入伙）／聯合廣場
- 旺角戲院（新填地街／太子道西）已拆卸，重建為商住樓宇（太子道西115-123A號），浴德池設於其中，現再重建為都匯（太子道西123號，2011年11月入伙）
- 嘉禾旺角電影城（Golden Harvest MongKok Cinema）（太子道西193號MOKO新世紀廣場）1997年12月18日開幕，2013年2月13日因商場改建結束營業，2014年1月28日改為UA院線旗下的Cine Grand Century戲院
- UA Cine Moko（新世紀廣場）2014年1月28日，隨著UA院線全線於2021年3月8日結束營運並結業，現改為百老匯旗下的B+ Cinema Moko戲院
- 豪華戲院（旺角道4號），由新寶院線經營，1991年3月3日開幕，設兩個各有998座位之影廳，2019年11月29日結業後拆卸。豪華戲院是2015年10月22日上映的電影《王家欣》的重要拍攝場景之一。

大角咀
- 好世界戲院（塘尾道197-199號／近荔枝角道） 已拆卸，現為好世界洋樓（1975年1月入伙）
- 英京戲院：（松樹街9號／洋松街33號）（9 Fir Street／33 Larch Street）1960年10月23日開幕，己拆卸，現為麗華大廈（Lever Building）（住宅，1979年3月入伙）及麗華商場（Lever Building Shopping Arcade）
- 麗華戲院：（晏架街4號／槐樹街6號）（4 Anchor Street／6 Ash Street）1966年12月29日開幕，已拆卸，現為麗華閣（Mayfair Mansion）（住宅，1992年1月入伙）及麗華中心（Mayfair Centre）（商場）
- 金冠戲院（通州街73-77號／合桃街8號）1967年9月2日開幕，已拆卸，現為福群大廈（1992年5月入伙）
- 百老匯奧海城戲院（奧海城2期）2001年12月15日開幕，2013年9月15日結業，同年12月24日改為嘉禾the Sky戲院
- 嘉禾 the sky（奧海城2期）2013年12月24日開幕。前身為百老匯院線奧海城戲院，為嘉禾院線旗下全新品牌，亦曾經是院線唯一一間非以嘉禾品牌營運的影院。隨著嘉禾院線全線結業，已於2025年6月30日結業，由上海星軼影院接手

### 深水埗區
- 黃金戲院（深水埗欽州街94號）1962年11月30日開幕，於1991年結業，座位數目為1399，現址為黃金中心
- 新舞台戲院（青山道／東京街）1953年2月14日開幕，已拆卸，現址為宇宙大廈（1979年9月入伙）
- 新樂戲院（深水埗福榮街131號）1990年代結業，現為黃金電腦商場新翼，2018年新翼結業，原址將開設UA深水埗戲院，但最後隨著UA院線全線於2021年3月8日結束運營而結業無法落成
- 樂聲戲院（元州街162號／營盤街交界）現為學基浸信會
- 華聲戲院（東沙島街）現為桌球會
- 京華戲院（元州街／東京街）已拆卸，現為海旭閣（1999年11月入伙）
- 麗新戲院（長沙灣）1997年結業改為酒樓，2019年改建為MCL長沙灣
- 北河戲院（北河街）已拆卸，現為北河大廈（1978年11月入伙）
- 皇宮戲院（石硤尾北河街/巴域街）已拆卸
- 美麗宮戲院（大坑東 窩仔街） 1963年5月27日開幕，現址為仁寶大廈（1980年4月入伙）
- 南昌戲院（石硤尾南昌街）現址為教會
- 聯邦戲院（青山道／福榮街）1968年12月21日開幕，現為聯邦閣（1981年4月入伙）
- 仙樂戲院（Zenith Theatre）（東沙島街／保安道）1951年12月9日開幕，已拆卸，1974年重建成新寶大廈（1975年2月入伙）
- 明聲戲院（荔枝角道236號）1971年6月1日結業，已拆卸，現址為荔聯大廈（1976年4月入伙）
- 深水埗戲院（戰前）（深水埗欽州街，確實位置不詳）已拆卸
- 太子戲院（Royal Cinema）（西洋菜北街225號／近界限街，警察體育遊樂會對面，美邦大廈地下商鋪）1992年12月2日開幕，2007年2月中結業
- 星輝戲院（昌華街／青山道）1992開幕，2008年1月1日結業
- 影都戲院（荔枝角美孚新邨百老匯街）1974年開幕，2010年4月16日結業
- AMC 又一城（九龍塘達之路80號又一城UG）1998年11月13日開幕，2016年1月3日結業，現址為MCL Festival Grand Cinema（又一城）
- 嘉禾 V WALK（深水埗V Walk）在2019年7月26日開幕，在2024年12月27日暫停營業至2025年4月10日正式結業。

### 九龍城區
九龍城
- 國際戲院 (International Theatre) (福佬村道18號) 1948年開業，1995年結業，建築物已拆卸，現址為成龍居 (2002年9月入伙)
- 龍城戲院（賈炳達道 / 獅子石道78-114號）1952年1月26日開幕，建築物已拆卸，今恆勝樓（1974年12月入伙）
- 九龍城戲院／UA九龍城（九龍城廣場）2006年結業，改為商鋪。2019年，九龍城廣場一樓及二樓改建為影藝戲院
- 新九龍映戲院（啟德濱啟仁路／三德路）（大約位於舊啟德機場客運大樓位置）戰前建築 1926-07-01至1941-12-08
- 文明戲院 (九龍城與馬頭圍之間的交杯石，即九龍城太子道與聖山宋皇臺之間一個小區) (譚公道[約今世運道之一段]／青龍街[已消失]／馬頭圍道）開業及結業日期不詳，名稱見於1937-1941的中文報章電影指南，其位置則見於一幅1950年出版的《香港九龍詳圖》(由於該詳圖顯示有在戰時已清拆用以擴建機場的啟德濱、交杯石等區域，該詳圖實際可反映戰前1930、1940年代狀況。)
- 中華戲院（九龍城寨龍城路）
- 龍津戲院（九龍城寨）
- 影藝戲院(九龍城)（九龍城廣場）原接替UA影線、位於九龍城廣場一樓及二樓的影藝戲院，可說是第三代影藝戲院，2019年開業，2024年8月26日結業

土瓜灣
- 華樂戲院（Wah Lok Theatre）（啟明街11-19號及玉成街2-12號交界）1960年1月23日開幕，現址為旺德大廈（1974年9月入伙）
- 珠江戲院（Ruby Theatre）（馬頭涌道）1964年5月16日開幕，於1990年代初結業，現址為海悅豪庭（1998年7月入伙），現時仍有紅色小巴以珠江戲院為站名
- 明月戲院（馬坑涌道明月大廈）於1990年代末結業，現在戲院部份為工聯會，其餘部份也於2005年改建為商店
- 嘉城戲院（九龍城道新城中心）於1990年代初結業

紅磡及黃埔
- 金門戲院（Golden Gate Theatre）（新柳街5號 / 近 機利士北路）1966年9月28日開業，首映法國、意大利合製，邵氏發行的電影《117巴西殲諜戰》(OSS 117 Mission For A Killer)，1996年12月2日結業，現為教會基督教豐盛生命堂 （页面存档备份，存于）
- 國華戲院（Mandarin Theatre）（馬頭圍道41號紅磡廣場）最早期於1965年5月27日開幕，及後因應紅磡商業中心／紅磡廣場的建立而拆卸重建。重建後設有座位700個，於2001年結業，現改為商店及補習學校
- 樂都戲院（Sky Theatre）（漆咸道275號及山谷道交界），1961年8月12日開幕，現址為蔚景樓（1975年8月入伙）
- 永樂戲院（Wing Lok Theatre）（寶其利街42A號／老龍坑街16-20號）拆卸後重建為新安大樓（1973年3月入伙）
- 紅磡戲院（舊）戰前及日治時期建築
- 紅磡戲院（新）（黃埔新邨）現已改為紅磡商場，於1980年末代結業
- 美照戲院 戰前建築 具體地點與開業、結業日期不詳 ，有說1920年代已在經營 ，名稱見於1935年3月1日《工商日報》一則「戲院招租」廣告 ，亦見於1930年6月4日發表 ，黃佩佳所著《國片》一文。
- UA黃埔 共有兩部分，一部分在船形建築物黃埔號內，於2000年代結業；另一部分位於黃埔花園第8期黃埔廣場（黃埔美食坊所在）內，於2009年10月8日結業，其後由橙天嘉禾接手經營嘉禾黃埔。
- 嘉禾黃埔 (紅磡黃埔新天地) ，2009年12月開幕，前身為UA黃埔，屬九龍其中一家歷史悠久的戲院，中期於2015年9月再作長達近三個月的提升工程，後於2025年4月10日租約期滿結業，將由新光戲院活化為新光黃埔。

### 黃大仙區
- 樂富戲院（樂富中心近前冒險樂園）於2000年代結業，現址為樂富廣場的一部份。
- 麗宮戲院（Paris Theatre）（新蒲崗彩虹道／寧遠街3-23號）1966年8月25日開幕，戲院在1992年3月正式結業，現址為越秀廣場。（寧遠街9號，1995年9月入伙）
- 英華戲院（新蒲崗彩虹道84號）後改名麗斯戲院，現為老人院。
- 麗斯戲院（新蒲崗彩虹道84號）現為老人院。
- 珍寶戲院（新蒲崗彩虹道，啟德遊樂場內，已拆卸）
- 多寶戲院（新蒲崗彩虹道，啟德遊樂場內，已拆卸）
- 啟德戲院（新蒲崗彩虹道，啟德遊樂場內，已拆卸）
- 鑽石戲院（新蒲崗彩虹道，啟德遊樂場內，已拆卸）
- 國寶戲院（新蒲崗彩虹道，啟德遊樂場東側）1965年開業，1982年結業，已拆卸。
- 亞洲戲院（新蒲崗彩虹道，國寶戲院東側）1967年開業，1982年結業，已拆卸。
- 萬年戲院（慈雲山 毓華街68號／貫華里1號／毓華里51號）1973年5月5日開業，1994年5月結業，現為護老中心。
- 金國戲院（杏林街2-6號，佛教醫院側）已拆卸，現址為金國大樓。（1974年1月入伙）
- 嘉禾GV荷里活（後改名嘉禾荷里活）（鑽石山荷里活廣場） ，2011年改為百老匯院線營運。
- 百老匯荷里活（鑽石山龍蟠街3號荷里活廣場3樓）2011年開幕，2022年3月結業，於同年7月由MCL接手至2025年1月結業。
- 嘉禾啟德（新蒲崗寧遠街9號）2018年10月，越秀廣場3樓開始改建，2018年12月24日開幕，稱為嘉禾啟德戲院，全部影院配置杜比7.1環繞聲。售票處位於地下，影院和小食部在三樓，需要經越秀廣場外側的電梯上去，2024年4月22日結業。
- MCL 荷里活 +Plus（鑽石山龍蟠街3號荷里活廣場3樓）MCL Cinemas Plus+品牌，位於鑽石山荷里活廣場，前身為百老匯院線旗下戲院，設有6個影院，提供1,611個座位，於2022年7月7日開幕，於2024年12月13日起暫停營業並於2025年1月正式結業。及後於2025年7月12日由影藝戲院接手，並更名為CineArt Hollywood。

### 觀塘區
- 寶聲戲院（Bonds Theatre）（觀塘裕民坊），後改為寶聲娛樂城，設有UA寶聲戲院，現址隨觀塘市中心重建
- 觀塘戲院（恆安街51-59號 / 通明街9號）1970年10月9日開幕，後改名富都戲院
- 富都戲院（恆安街51-59號 / 通明街9號）現址為基督教仁愛教會
- 彩鳳电影院（牛頭角得寶花園）現改為教會
- 奧斯卡戲院（牛頭角得寶花園）現己改為GAME CENTRE
- 金茂坪戲院（秀茂坪曉光街40號）1978年10年19日開幕，1992年結業[4]，其後一直空置，至2022年始拆卸
- 金城戲院（藍田啟田道）現址為藍田啟田道啟田大廈地下商場
- 順利电影院（順利邨）已拆卸，現址為順利商場二期，後改建為老人院
- 環球、宇宙戲院（九龍灣德福廣場）被收購後改建為UA德福
- UA德福 （九龍灣德福廣場一期平台）2007年3月14日結業，遷至Megabox開業，原址重建為MCL德福戲院
- 滿堂戲院 (Fullhouse Theatre) (油塘 嘉榮街2-4號 油塘中心2-3座商場[部份]) 1981年1月30日開幕，首映《摩登保鑣》，1987年改稱為油塘戲院
- 油塘戲院 (Yau Tong Theatre) (油塘 嘉榮街2-4號 油塘中心2-3座商場[部份]) 原為滿堂戲院，1981年開幕，1987年改稱為油塘戲院，1992-1993年間停業，1994年12月重開，改稱為金海城戲院
- 金海城戲院 (Yau Tong Theatre) (油塘 嘉榮街2-4號 油塘中心2-3座商場[部份]) 原為滿堂戲院，1981年開幕，1987年改稱為油塘戲院，1994年12月改稱為金海城戲院，1995年12月結業，現為嘉華商場一部份
- 好運戲院 (Good Luck Theatre)（牛頭角淘大花園）1984年6月28日開幕，1995年8月結業，現址為海港酒家
- 淘大戲院（牛頭角淘大花園）改建為百老匯九龍灣戲院
- 百老匯九龍灣戲院（牛頭角淘大花園）2009年3月31日結業，改為影藝戲院接手
- 影藝戲院（Cine-Art House）(第二代)（牛頭角淘大花園）第一代在灣仔港灣道30號新鴻基中心地下，1988年7月8日開幕，2006年11月30日結業，現已改建為餐廳；及後於2009年4月1日遷往牛頭角淘大花園淘大商場重開，是為第二代，2018年3月28日再次結業，由UA院線接手；2019年再在九龍城廣場重開，是為第三代。
- UA淘大（牛頭角淘大花園）隨著UA院線全線於2021年3月8日結束運營而結業，現址由MCL洲立院線接手，開張後為MCL淘大
- 帝國戲院（Ace Theatre）（牛頭角振華道）1995年3月結業，後改建為雍雅酒家，現址原戲院範圍已荒廢
- 銀都戲院（觀塘裕民坊／輔仁街）1963年開業，2009年7月9日結業，後改裝為實惠傢俬店，現址隨觀塘市中心重建
- UA MegaBox（九龍灣企業廣場五期MegaBox）2007年6月11日開幕，隨著UA院線全線於2021年3月8日結束運營而結業，後由嘉禾院線接手，開張後為嘉禾MegaBox
- 嘉禾MegaBox（九龍灣企業廣場五期MegaBox）2021年7月15日開幕，惟於2025年6月9日租約期滿結業，並將由影藝戲院於同年7月10日接手經營。

## 新界

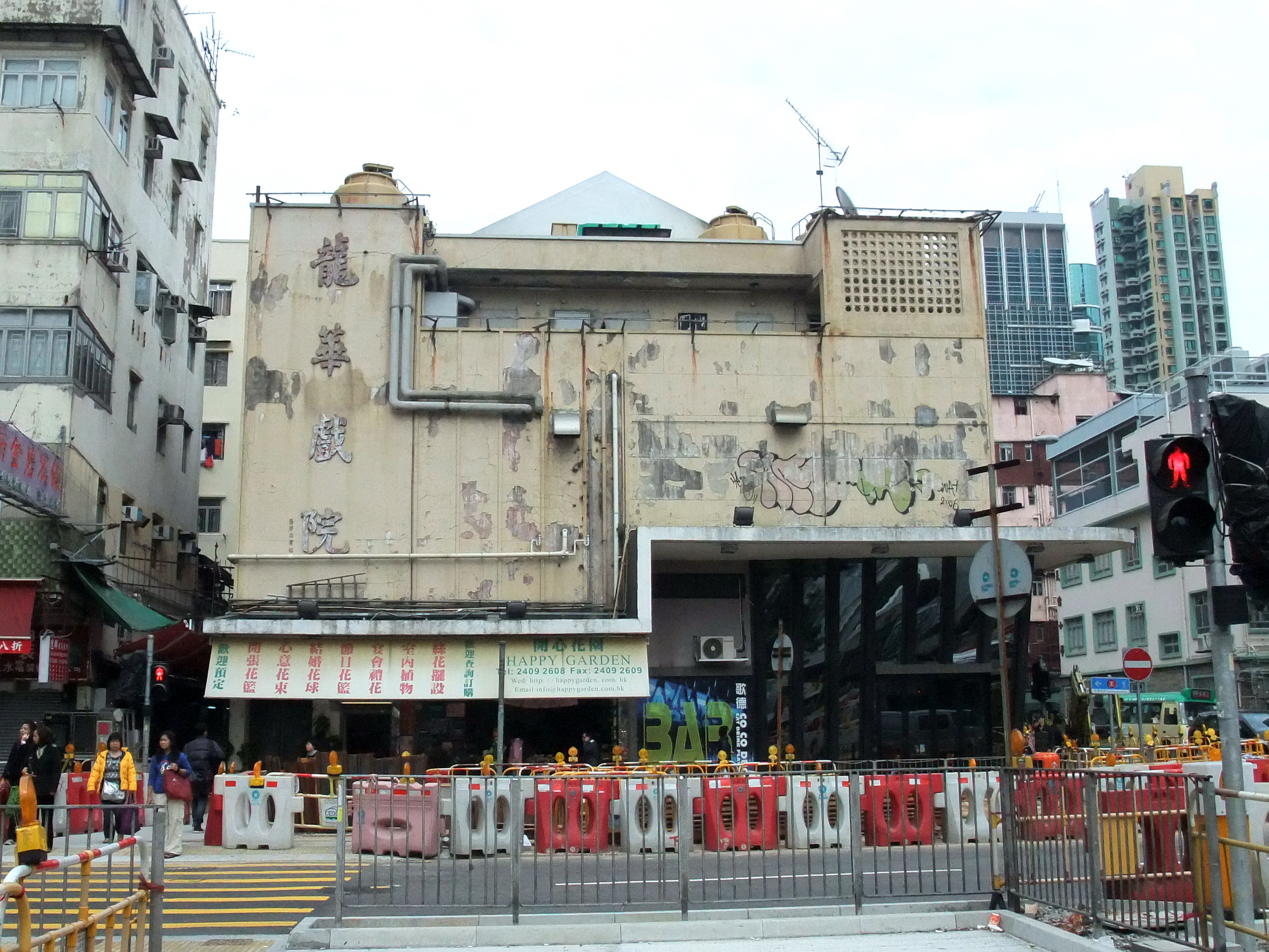
新界荃灣區一間於1996年12月結業的戲院——龍華戲院

### 北區
上水
- 石湖戲院（上水石湖墟）露天電影院，該院已另建一所較為新型行樂戲院。
- 行樂戲院（上水石湖墟）現已改為小型商場Market 88
- 上水名都戲院（上水名都），現址為惠康鮮級市場Wellcome Fresh，2000年結業，原屬華懋院線。

粉嶺
- 粉嶺名都戲院 （粉嶺名都），原屬華懋院線，於2006年9月結業後由現代教育承租，2016年再租予嘉禾院線翻新為嘉禾粉嶺，2023年11月1日結業。
- 聯和戲院（聯發街／聯益街／聯富街）是一所露天戲院，1953年7月開業，1959年改建為粉嶺戲院。
- 粉嶺戲院（聯發街／聯益街／聯富街）（前身為聯和戲院）1959年9月11日開業，2010年1月6日結業, MCL後來在附近新開一家影院。

### 大埔區
- 大埔戲院 大埔最早的戲院，位於在大埔戲院街4-12號，拆卸後改建為明月樓。戲院於1940年代已存在，除放電影外亦會舉行其他社區活動[5]，在香港日佔時期曾改名為「大埔娛樂場」；大埔戲院在1950年代尾結業，原址於1964年改建為明月樓（1964年7月入伙）。[6][7]

- 金都戲院 位於大埔廣福道26-50號與安富道交界，拆卸後現址為大埔大廈（1979年3月入伙）。1957年5月5日開幕，擁有約900個座位，負責人為邱德根。[8][6][7]

- 寶華大戲院（第一代寶華戲院）（寶鄉街62-70號/大榮里1-19號，初建時位處新發展區，未有明確地址，開幕時只注明在南盛街街口）1967年2月1日開業，其後拆卸改建為連同第二代寶華戲院的聯豐大廈（1980年10月入伙）

- 寶華戲院（第二代寶華戲院）（大榮里15-19號，位處聯豐大廈（1980年10月入伙）後座，戲院大門改在大榮里）1981年2月28日開業。 位於大埔墟寶鄉街東亞銀行與中國銀行位置，現已為實惠家居廣場大埔墟分店。在六七十年代，寶華是新界區規模最大的「龍頭戲院」，全院裝設冷氣及使用軟座，擁有多達1,300個座位。1980年代後期，大埔的銀星戲院、鴻基戲院、星輝戲院相斷開業後，寶華戲院經營走向下坡，於1990年代改為發售全日通戲票以吸引觀眾。寶華戲院於1990年代結業。[6][7]

- 銀星戲院 位於安泰路1號 大埔廣場（1984年12月入伙），共設兩家迷你戲院：一院有482個座位，二院有646個座位。1985年開業，1999年結業。[9][6][7]

- 鴻基戲院 位於大埔中心，原址現為一田百貨大埔分店。鴻基戲院於1986年開幕，共設兩家迷你戲院：一院及二院各有757個座位。1995年結業。[6][7]

- 星輝戲院 位於汀角路29-35號 榮暉花園（1990年4月入伙），戲院位處舊墟直街與美新里交界，現租戶為明星海鮮酒家。星輝戲院於1992年初啟業，擁有451個座位，2001年結業。[6][7]

- 嘉禾大埔（大埔安邦路2號）前身為大埔超級城多層停車場改造而成，原為UA戲院承租，UA院線全線結業時該戲院仍在裝修階段未有開幕，後由嘉禾接手。2021年10月15日試業，2021年10月31日開幕，隨著嘉禾全線結業而於2025年6月30日結業並由上海星軼影院接手。

### 沙田區
- 沙田戲院（沙田墟第一街）（五十年代位於沙田墟市，大約沙田正街附近）颱風溫黛令墟市變成廢墟後拆卸
- 新聲戲院（沙田瀝源娛樂城）現為教會
- 雅都戲院（沙田瀝源娛樂城）現為教會
- 新藝戲院（沙田第一城）現為商場商鋪
- 翠鳳戲院（翠華花園）現為教會及幼稚園
- 希爾頓戲院 （沙田正街3-9號希爾頓中心三樓）現為現為商場商鋪
- UA沙田  位於新城市廣場，為第一間UA開設的戲院，共有6間影廳，1997年戲院翻新，擴充地庫至10間影廳。到2006年11月因戲院大樓重建，只保留地庫4間影廳，到2008年縮減至2間影院共453個座位，唯受商場新戲院大樓以招標決定新戲院大樓經營者，於2018年6月6日結業。
- 馬鞍山戲院 位於新港城中心，是馬鞍山唯一一間戲院，1995年營業，於2019年4月29日結業，現址由英皇院線接手，裝修後為英皇戲院（馬鞍山新港城中心），於2019年7月24日營業。

### 西貢區
- 西貢戲院 改為酒樓後再改為商鋪
- 益智戲院（調景嶺）已拆卸

### 元朗區
市中心
- 樂宮戲院（裕景坊小巴總站旁）現為惠康超級市場
- 光華戲院（大棠路及阜財街交界）1950年2月13日開幕，由聯豐祥有限公司經營，董事長為趙聿修。該院已拆卸，現為光華商場。
- 同樂戲院（大馬路及同樂街交界）已拆卸，現為開心廣場
- 新同樂戲院（大馬路及同樂街交界，開心廣場內）
- 金龍戲院（水車館街2號）現為長青安老院
- 芝加哥戲院（水車館街70號）現為香港佛教文化協會及香港普門寺
- 百老匯元朗戲院 （新元朗中心）1996年7月25日開幕，隨商場翻新而於2013年3月6日結業
- 元朗戲院（炮仗坊8號）1961年開幕，2020年10月結業

雞地
- 美都戲院（鳳琴街及鳳群街交界）現為教會
- 聯華戲院（鳳群街）現為教會
- 荷李活戲院（鳳攸南街）

洪水橋/錦田
- 洪水橋大戲院（青山公路及丹桂村路交界）1965年開幕，已拆卸，現為麗虹花園
- 錦田大戲院（錦田公路）現為惠康超級市場

### 屯門區
- 新城戲院（新都大廈廣場），結業後曾為實惠傢俬，現為英皇戲院（屯門新都廣場）
- 域多利戲院（屯門新墟）空置中
- 屯門戲院（屯門時代廣場2樓）現址改為商鋪
- 長城戲院（青山公路屯門新墟）已拆卸
- UA 屯門市廣場 改為 StagE（嘉禾院線）
- StagE（嘉禾院線）（屯門屯門市廣場）前身為UA屯門市廣場，是全港首間戲院全部影院同時配備杜比全景聲Dolby Atmos及Barco 4K Laser投影機，聲畫質素有所提升。StagE除了播放電影外，還不定時推出電影節、電影分享會、音樂表演、藝術展覽和工作坊等。StagE是屯門區首間D-BOX動感影院，隨着嘉禾院線全線結業，已於2025年6月30日結業，由上海星軼影院接手。

### 荃灣區
- 凱旋戲院（西樓角路綠楊新邨）現為美心皇宮酒樓
- 龍華戲院（眾安街與河背街交界，天佑小學對面）現為美式餐廳酒吧
- 大光明戲院 現址為大鴻輝（荃灣）中心
- 華都戲院[新及舊] 現址為青山公路-荃灣段130-142號華都中心
- 華威戲院 現址為德士古道18-22號荃灣花園
- 好景戲院（沙咀道與鹹田街交界）已拆卸，現址翡翠廣場
- 蘭宮戲院（August Moon Theatre）（川龍街，近楊屋道）現為百悅坊
- 海濱戲院（海濱廣場）改為百佳超級市場，現時封閉
- 荃灣戲院（Tsuen Wan Theatre）（青山公路-荃灣段與眾安街交界）已拆卸。經營年份：1950至1970年代
- 美華戲院（德士古道與青山公路荃灣段交界，荃灣遊樂場內) 荃灣遊樂場在易手後於1968-01-29重新開幕，1970年代初結業
- 嘉禾荃新天地，2009年12月開幕，在2019年8月31日結業，改為英皇戲院（荃灣荃新天地2期）

### 葵青區
- 荔園遊樂場內劇場（荔枝角荔景山路／九華徑（此兩段道路在荔園改建住宅後已改道或改稱））荔園遊樂場（1950-07-01至1997-03-31）在不同年代開設多個不同劇場，放映電影及進行各類表演，例如在1970年代初約有9個劇場，其中第一劇場放映西片，第二劇場上演粵劇，第四劇場放映粵語片
- 百麗殿舞台（下葵涌九華徑／荔園）已拆卸改建為私人屋苑盈暉臺及巴士總站
- 寶麗宮戲院（下葵涌九華徑／荔園）已拆卸改建為華荔邨
- 龍都戲院（青衣長發商場）曾改為實惠，後改為永旺百貨 Living Plaza，再改為冒險樂園
- 麗都戲院（上葵涌），現為安老院及海鮮酒家。
- 鴻聲戲院（寶星中心），結業後一度改建為商場及酒樓，現為獨立電影院Lumen cinema。
- 金都戲院 易手後改名為耀星戲院（上葵涌石蔭路）現改為酒樓及私營安老院
- 金花戲院（Golden Flower Theatre）（葵涌花園商場）曾改為歌舞廳，現為佛教團體租用。經營年份: 1983至2000 [10]
- 葵芳戲院（葵芳閣）現已改為教會
- 嘉禾青衣（青衣青衣城）於2018年1月3日結業
- UA 青衣城（青衣青衣城）2018年1月4日開幕，隨著UA院線全線於2021年3月8日結束運營而結業，現址由影藝戲院接手，於2021年7月7日開業

### 離島區
- 長洲戲院 建築物已荒廢
- 長洲大菜園路金門戲院 後易名為金龍戲院
- 長洲大菜園路金龍戲院 已拆卸建為住宅
- 坪洲戲院[舊]
- 坪洲戲院[新]（志仁街／圍仔街15號）
- 4D超立體巨幕影館 （大嶼山赤鱲角香港國際機場翔天廊）2007年3月30日開業，2012年1月31日結業，原址改建為機場UA IMAX
- 機場UA IMAX影院（大嶼山赤鱲角香港國際機場翔天廊）2012年7月5日開業，2019年8月14日因反修例運動使機管局向法庭申請臨時禁制令，並實施機場客運大樓進出管制安排，戲院宣佈即日起暫停營業，直至另行通知，最終於2019年9月29日因擴建二號客運大樓而結業
- UA 東薈城（東涌東薈城名店倉）2019年9月26日開業，隨著UA院線全線於2021年3月8日結束運營而結業，現址由MCL接手，於2021年6月17日開業
- 大澳戲院（大嶼山大澳）1951年落成

## 資料來源
- 戲院誌 （页面存档备份，存于）
- Cinema Treasures （英文）
- 香港已結業電影院[永久] （日語）
- 舊戲院 電影討論區
- 新光要淘汰 寄望西九發展 搭戲棚 重現粵劇光輝史 成報，2006年10月12日
- 香港舊戲院戲票式樣 （页面存档备份，存于）
- 電影──二十世紀八十至九十年代 （页面存档备份，存于）
- 香港記憶：舊日戲院昔日情 （页面存档备份，存于）

## 外部連結
维基共享资源上的相關多媒體資源：香港已結業戲院